# Авилов, Михаил Александрович
Михаил Александрович Авилов (21 ноября 1907, станица Цимлянская — июнь 1974) — русский советский поэт.

## Жизнь и творчество
Родился Михаил Александрович Авилов 21 ноября 1907 года на Дону, в станице Цимлянской в казачьей семье лейб-лекаря. Его отец был фельдшером и ветеринаром и обучал Михаила верховой езде. С детства мальчик любил и понимал лошадей, это и определило его будущую профессию.
М. А. Авилов — поэт нелегкой судьбы. Любовь к поэзии проявилась у него ещё в то время, когда он учился в трудовой школе: любил читать стихи, учил их наизусть. Первое его стихотворение появилось в школьной газете.
Михаил Александрович Авилов стихи писал всегда, когда работал грузчиком в Новочеркасске, помощником врубмашиниста на Луганщине, когда по окончании Новочеркасского зооветеринарного института в 1931 году стал сельским ветврачом, когда был в плену.
В предисловии к своей книге стихов «Бессмертник» М. Авилов так пишет о своей нелегкой судьбе:
|  | Летом 1941 года был призван в действующую армию. Наша часть попала в окружение. Плен. Бухенвальд. Ордуф. Гравинкель. Берген-Бельцен… Я видел нечеловеческие страдания военнопленных в фашистских концлагерях, сам и испытал их и не мог об этом молчать. Писать стихи, разумеется, было негде и не на чем. Я хранил их в памяти, читал самым близким друзьям. Многие, конечно, забыл. В феврале 1945 года меня, как потерявшего способность работать, фашисты направили в Берген-Бельцен для уничтожения. Но гитлеровские палачи не успевали сжигать даже трупы умерших от голода, болезней, пыток. Это спасло немногих смертников, оставшихся в живых, и меня в том числе. День освобождения – 15 апреля 1945 года – я запомнил на всю жизнь. Советский госпиталь. Первое, что я сделал в то время, - это записал на оберточной бумаге свои стихи. Возвратившись на Родину, почувствовал, что без стихов не проживу. Поверил: они нужны людям.' |

Вера в человека советской закалки, способного вынести адские муки и устоять, любящего жизнь и ненавидящего фашизм, — такова главная тема творчества поэта Михаила Авилова. Она развивается в сборнике «Бессмертник», вышедшем в Ростовском издательстве в 1961 году. Цикл стихов «За колючей проволокой» — свидетельство бесстрашия советского человека, его мужества, преданности Родине. Она звучит и во втором сборнике «С именем человека» (Ростиздат, 1963), в котором входят поэмы «Дон-Кихот» и «Сказка о богатырях и спящей царевне».
Сильным, мужественным людям посвятил М. Авилов и поэму «Цвет времени» — о комсомольской молодежи 20-х годов, самоотверженно трудившейся на полях Придонья под пулями кулацких обрезов.
Последнее произведение М. А. Авилова — поэма «Пепел» (Ростиздат, 1970) — также о несгибаемой духовной силе советского человека, о гордых борцах, сильных высокой гражданской и нравственной идеей, борющихся против фашизма.

## Произведения
- Авилов, М. А. Бессмертник: Стихи. — Р/Д: Кн. изд-во, 1961. — 56 с., портр.

Циклы: За колючей проволокой; После грозы.
- Авилов, М. А. С именем человека: Поэмы. — Р/Д: Кн. изд-во, 1963. — 27 с.

Содерж.: Дон-Кихот; Сказка о богатырях и спящей царевне.
- Авилов, М. А. Пепел: Поэма. — Р/Д: Кн. изд-во, 1967. — 22 с., портр.
  - переиздание — Р/Д: Кн. изд-во, 1970. — 48 с., ил.
- Авилов, М. А. Цвет памяти: Стихи и поэмы — Р/Д: Кн. изд-во, 1977. — 79 с., ил. 1 л. портр.

Циклы: Бессмертник; Разговор с современником; После грозы; Из последних стихов; Поэмы: Пепел; Цвет времени; Неоконченная поэма.
- Авилов, М. А. Бессмертник: Стихи и поэмы — Р/Д: Кн. изд-во, 1982. — 63 с.

Содерж.: Стихи; Цвет времени: Поэма; Пепел: Из поэмы.

## Публикации в коллективных сборниках и журналах (стихи)
- «Из последних тетрадей»: «Стою у моря на обрыве…»; «Романтики, собратья Робинзона…»; «Но после нас живущим нужно знать…»; «Пустая ссора…» // Дон. 1977 — № 12 — С. 107—109.
- «В ночь на 10 мая 1945 года»; Советским солдатам; «Я шел смоленскими полями…»; «Я вижу в степи и далекое стадо…» — В кн.: От Дона до Победы. Р/Д, 1985, с. 5—7.

## О жизни и творчестве М. А. Авилова
- Долинский Д. Маленькие открытия // Комсомолец. — 1959. — 30 декабря
- Анисимов Л. Заявка на зрелость // Молот. — 1960 — 8 июня
- Котовсков В. Дорогой мужества // Молот. — 1965 — 18 февраля
- Котовсков В. Поэт мужественного сердца // Молот. — 1967 — 21 ноября
- Ефремов В. «Стремление к справедливости при любых обстоятельствах…» // Комсомолец. — 1974 — 14 сентября
- Бугаенко Н. Стихи о мужестве // Веч. Ростов. — 1983. — 12 марта
- Гегузин И. Поэт мужества: [о сб. «Цвет памяти» М. Авилова] // Лит. Россия. — 1977. — 25 февраля. — С. 20
- Долинский Д. О поэме «Пепел» М. Авилова // Дон. — 1971. — № 12. — С. 177
- Ефремов В. О сборнике «Цвет памяти» М. Авилова // Лит. обозрение. — 1977. — № 10. — С. 40—41
- Моложавенко В. Пролог: [о поэте М. Авилове] // В кн. В. С. Моложавенко Костры памяти. — Р/Д: Кн. изд-во, 1985. — С. 9
- Моложавенко В. За нами — Москва: [о М. Авилове] // В кн. В. С. Моложавенко Костры памяти. — Р/Д: Кн. изд-во, 1985. — С. 163—165
- Рогачев А. О сборнике «Цвет памяти» М. Авилова // Дон. — 1977. — № 6. — С. 180
- Русиневич К. Торжество жизни: [о сб. «Бессмертник» и поэме «Пепел» М. Авилова] // Молот. — 1971. — 20 июня
- Скребов Н. «Создать, открыть и покорить» // Дон. — 1974. — № 11. — С. 67—68
- Скребов Н. Возвел он песню в звание солдата // Молот. — 1977. — 22 ноября
- Чекалин С. Мужество: [о сб. «Бессмертник» М. Авилова] // Комсомолец. — 1984. — 14 февраля